# Rogers Hornsby
Pour les articles homonymes, voir Hornsby.
 (mars 2020).
Si vous disposez d'ouvrages ou d'articles de référence ou si vous connaissez des sites web de qualité traitant du thème abordé ici, merci de compléter l'article en donnant les références utiles à sa vérifiabilité et en les liant à la section « Notes et références ».
Rogers Hornsby (27 avril 1896 à Winters (Texas) - 5 janvier 1963 à Chicago) est un joueur de deuxième but dans les Ligues majeures de baseball aux États-Unis. Il détient plusieurs records des Ligues majeures.

## Biographie
Hornsby a passé ses 10 premières saisons avec les Cardinals de Saint-Louis, pendant cette époque il a gagné deux fois le prix pour le meilleur joueur des ligues majeures en 1925 et 1929. Il a aussi mené la ligue à la moyenne au bâton six fois d'affilée entre 1920 à 1925. Il a également mené la ligue en points produits 4 fois (1920, 1921, 1922 et 1925) et en coups de circuit 2 fois (1922 et 1925). En 1922 et 1925, il a remporté la triple couronne - c'est-à-dire qu'il a mené la Ligue nationale à la moyenne au bâton, coups de circuit et points produits.
Après avoir gagné le World Series en 1926 il a quitté les Cardinals pour jouer avec 4 équipes différentes en 4 saisons, à cause des disputes qu'il a eues avec ses coéquipiers.

## Classements
- Sa moyenne au bâton de 0,424 en 1924 est la meilleure moyenne du XXe siècle dans la ligue nationale
- Sept fois le champion de la moyenne au bâton, dont trois fois une moyenne supérieure à 0,400
- Le premier joueur qui a frappé 40 coups de circuit en une saison dans la ligue nationale
- Le premier joueur qui a frappé 300 coups de circuit en carrière dans la ligue nationale
- Moyenne en carrière de 0,358; la meilleure moyenne pour un droitier
- Classé 32e pour les coups sûrs (2930)
- Élu au Temple de la renommée du baseball en 1942
- Élu à l'équipe du siècle en 1999

## Statistiques
| G    | AB   | H    | 2B  | 3B  | HR  | R    | RBI   | BB    | SO  | AVG   | OBP   | SLG   |
| 2259 | 8173 | 2930 | 541 | 169 | 301 | 1579 | 1 584 | 1 038 | 679 | 0,358 | 0,434 | 0,577 |